# 威利斯頓高地 (佛羅里達州)
威利斯頓高地（英語：Williston Highlands）是位於美國佛羅里達州李維縣的一個人口普查指定地區。

## 地理
威利斯頓高地的座標為29°19′49″N 82°32′00″W / 29.33028°N 82.53333°W，而該地最高點為海拔高度28米（即92英尺）。

## 人口
根據2010年美國人口普查的數據，威利斯頓高地的面積為29.30平方千米，當中陸地面積為29.30平方千米，而水域面積為0.00平方千米。當地共有人口2275人，而人口密度為每平方千米77人。